# Tillandsia borealis
Tillandsia borealis là một loài thực vật có hoa trong họ Bromeliaceae. Loài này được López-Ferr. & Espejo mô tả khoa học đầu tiên năm 2007.